# 293
293（二百九十三、にひゃくきゅうじゅうさん）は、自然数また整数において、292の次で294の前の数である。

## 性質
- 293は62番目の素数であり、1つ前は283、次は307。
  - 約数の和は294。
- 293 = 293 + 0 × ω (ωは1の虚立方根)　
  - a + 0 × ω (a > 0) で表される32番目のアイゼンシュタイン素数である。1つ前は281、次は311。
- 20番目のソフィー・ジェルマン素数であり、1つ前は281、次は359。
- 14番目の非正則素数である。1つ前は283、次は307。
- 29…93 の形の最小の素数である。次は299993。ただし挟まれた数は無くてもいいとすると最小は23。(オンライン整数列大辞典の数列 A101973)
- 1/293 は循環節の長さが146の循環小数になる。
  - 逆数が循環小数になる数で循環節が146になる最小の数である。次は586。
  - 循環節が n になる最小の数である。1つ前の145は130831、次の147は63799。(オンライン整数列大辞典の数列 A003060)
- 各位の和が14になる18番目の数である。1つ前は284、次は329。
  - 各位の和が14になる数で素数になる6番目の数である。1つ前は257、次は347。(オンライン整数列大辞典の数列 A106756)
- 293 = 22 + 172
  - 異なる2つの平方数の和で表せる89番目の数である。1つ前は292、次は296。(オンライン整数列大辞典の数列 A004431)
- 293 = 12 + 62 + 162 = 22 + 82 + 152 = 42 + 92 + 142 = 72 + 102 + 122
  - 3つの平方数の和4通りで表せる22番目の数である。1つ前は290、次は294。(オンライン整数列大辞典の数列 A025324)
  - 異なる3つの平方数の和4通りで表せる12番目の数である。1つ前は290、次は299。(オンライン整数列大辞典の数列 A025342)
- 293 = 73 − 72 − 1
  - n = 7 のときの n3 − n2 − 1 の値とみたとき1つ前は179、次は447。(オンライン整数列大辞典の数列 A087908)
    - この形の5番目の素数である。1つ前は179、次は647。(オンライン整数列大辞典の数列 A162291)

## その他 293 に関連すること
- 西暦293年
- 紀元前293年
- 年始から数えて293日目は10月20日、閏年は10月19日。
- ビリングスレイ (USS Billingsley, DD-293) は、アメリカ海軍の駆逐艦。
- ドラゴネット (USS Dragonet, SS-293) は、アメリカ海軍の潜水艦。
- ヘンシェル Hs 293は、ドイツが開発した誘導爆弾。
- UFC 293
- 293型レーダー
- マイアミ・エア・インターナショナル293便着陸失敗事故
- 歩兵第293連隊
- 国際連合安全保障理事会決議293